# ПАР-10

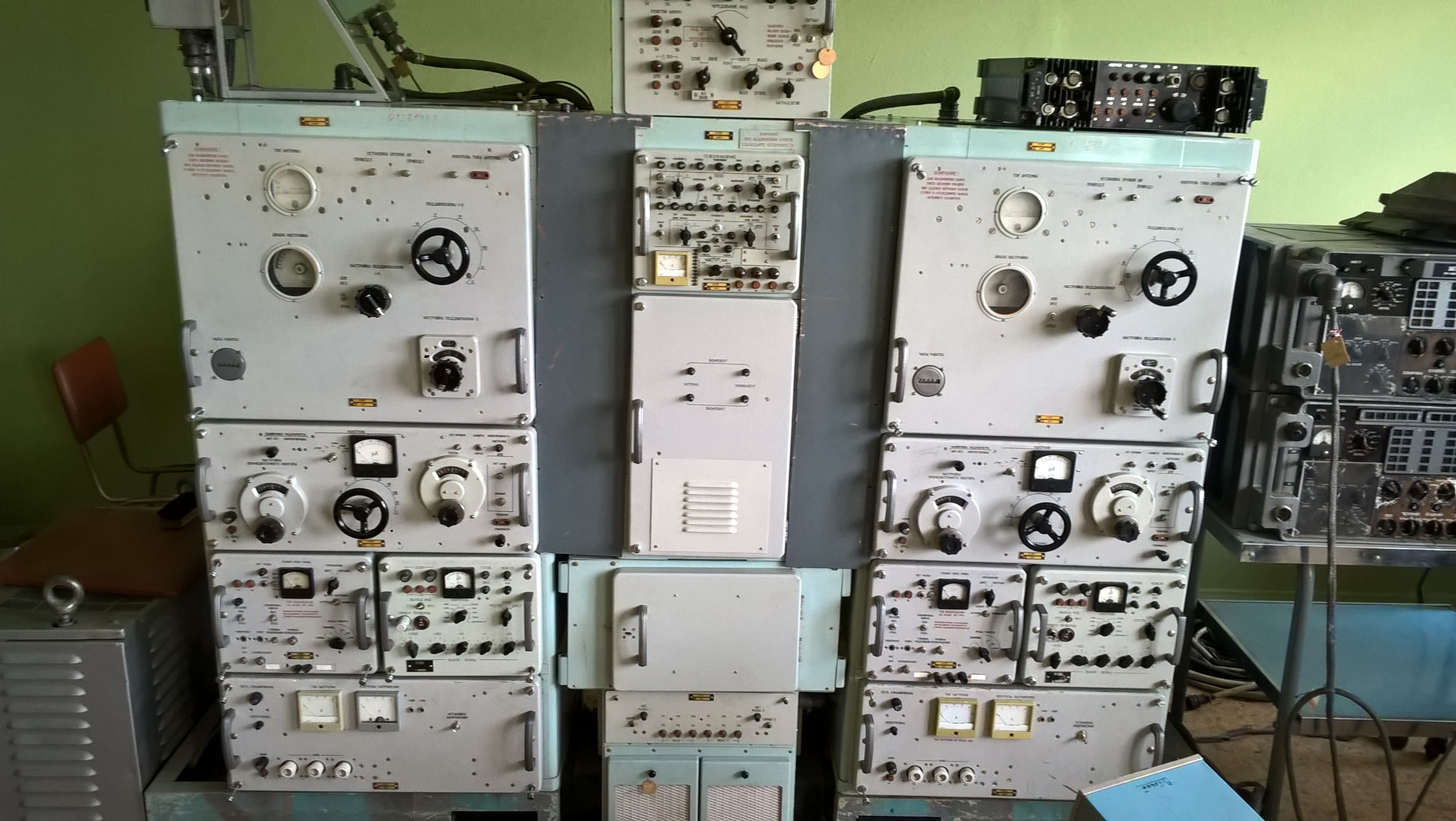
Два комплекта ПАР-10С, установленных в УАТЦ МГТУ ГА

ПАР-10 — советская и российская приводная автоматическая радиостанция, разработанная на Омском ПО «Иртыш»

## Предназначение
ПАР-10 предназначена для обеспечения дальнего и ближнего привода в район аэродромов и сопровождения посадки воздушных судов, оборудованных радиокомпасами, а также для отметки фиксированных точек на трассах полёта с помощью маркерного радиомаяка. Может быть использована в качестве резервной радиостанции связи.

## Модификации
- ПАР-10 — мобильная. Ставится на шасси ГАЗ-66-04, ЗиЛ-131 или в кузов-фургон без шасси.
- ПАР-10С — стационарная.
- ПАР-10АМ — модернизированная мобильная на шасси ГАЗ-3308 или ЗиЛ-131Н.
- ПАР-10МА — модернизированная мобильная на шасси ГАЗ-3308. Отличается от ПАР-10АМ малогабаритным передающим комплексом АПРМ-250.
- ПАР-10МC — модернизированная стационарная.

## Технические характеристики
- Диапазон частот: 150—1750 кГц;
- Дискретность установки частоты возбудителя (шаг): 100 Гц;
- Номинальная мощность передатчика: 400 Вт;
- Частоты тональной модуляции: 400±25 Гц, 1020±50 Гц;
- Радиостанция работает на 20-метровую Т-образную антенну и 5-метровую Т-образную антенну с изолированным противовесом или высокочастотным контуром заземления;
- Электропитание радиостанции обеспечивается от сети переменного трехфазного тока напряжением 380В.